# Szersznie (rejon barski)
Szersznie (ukr. Шершні) – wieś na Ukrainie, w obwodzie winnickim, w rejonie barskim.
Dawniej własność klasztoru dominikanów w Barze. W czasach Rzeczypospolitej wieś leżała w województwie podolskim. Odpadła od Polski w wyniku II rozbioru.